# Postkantoor Soesterberg
Het voormalige postkantoor van Soesterberg is een gemeentelijk monument aan de Koppenlaan 17-17a in Soesterberg in de provincie Utrecht.
Het woonhuis met hulppostkantoor werd ontworpen door de Soesterbergse architect G.G. Hol in opdracht van M. Scheffers. In het lagere linkergedeelte was het postkantoor gevestigd. De ingang van het postkantoor is tussen 1983 en 1991 vervangen geweest door een venster. Ook aan de rechterzijde is een toegangsdeur. Aan de achterzijde van het pand werd in 1999 een serre aangebouwd. Het gebouw bestaat uit een aantal rechthoekige 'blokken' van een en twee lagen. De platte daken steken een eind over. Naast de deur is een glas-in-lood venster. Het glas-in-lood venster naast de serre loopt door om de hoek. De vensters in die rechtergevel zijn gelijk aan die in de voorzijde.